# Martin Malioutine
Martin Vladimirovitch Malioutine (russe : Ма́ртин Влади́мирович Малю́тин), né le 5 juillet 1999, est un nageur russe.

## Palmarès

### Championnats du monde
- Championnats du monde 2019 à Gwangju :
  -  Médaille d'argent du relais 4 × 200 m nage libre.
  -  Médaille de bronze du 200 m nage libre.

### Championnats du monde en petit bassin
- Championnats du monde en petit bassin 2018 à Hangzhou :
  -  Médaille d'argent du relais 4 × 200 m nage libre.

### Championnats d'Europe
- Championnats d'Europe de natation 2018 à Glasgow :
  -  Médaille d'argent du relais 4 × 200 m nage libre.
  -  Médaille d'argent du relais mixte 4 × 200 m nage libre (ne nage pas la finale).
- Championnats d'Europe de natation 2020 à Budapest :
  -  Médaille d'or du 200 m nage libre.
  -  Médaille d'or du 400 m nage libre.
  -  Médaille d'or du relais 4 × 200 m nage libre

### Championnats du monde juniors
- Championnats du monde juniors 2017 à Indianapolis :
  -  Médaille de bronze du relais 4×200 m nage libre.